# Condado de Crecente
El condado de Crecente es un título nobiliario español creado en 2 de octubre de 1642, con real despacho el 13 de junio de 1644, por el rey Felipe IV a favor de Baltasar de Sotomayor y Lima.
La denominación se refiere al municipio de Crecente en la provincia de Pontevedra.

## Condes de Crecente
|                        | Titular                                           | Periodo                |
| Creación por Felipe IV | Creación por Felipe IV                            | Creación por Felipe IV |
| ---------------------- | ------------------------------------------------- | ---------------------- |
| I                      | Baltasar de Sotomayor y Lima                      | 1644-¿?                |
| II                     | Gaspar de Sotomayor y Lima                        | ¿?-¿?                  |
| III                    | Fernando Yáñez Ávarez de Sotomayor y Lima         | ¿?-1705                |
| IV                     | María de Sotomayor y Lima                         | ¿?-1726                |
| V                      | Félix Fernando Masones de Lima y Sotomayor        | 1726-1767              |
| VI                     | Ana María de Masones de Sotomayor y Lima          | 1767-1789              |
| VII                    | Fernando Ignacio Nin Masones de Lima de Sotomayor | 1789-¿?                |
| VIII                   | Ignacio Jaime de Margens de Nin y Sotomayor       | ¿?-1798                |
| IX                     | Mariana Nin y Zatrillas y Sotomayor               | 1798-1847              |
| X                      | Serapio del Alcázar y Vera de Aragón              | 1867--1880             |
| XI                     | Gabriel Alcázar y Guzmán                          | 1880-1907              |
| XII                    | María Josefa del Alcázar y Mitjans                | 1911-1981              |
| XIII                   | Felipe Silvela y del Alcázar                      | 1984-1995              |
| XIV                    | Juan Manuel Silvela y del Alcázar                 | 1997-2019              |
| XV                     | Manuel Felipe Silvela y Silvela                   | 2020-actual titular    |

## Los vizcondes de Crecente
- Fernando Yáñez de Sotomayor y Urquijo (m. 1627), I vizconde de Crecente en 1627, señor de la casa solar de Sotomayor, Fornelos, Tenorio,[3] Era hijo de Pedro de Sotomayor y Andrade, también llamado Pedro Yáñez de Sotomayor, y de María de Urquijo y Barahona.[4]

Casó, en 1603, con su prima María de Abreu Noroña y Sotomayor, señora de la quinta de Agra, de la torre de Xil y de Barbudo en Portugal, hija de Lope Gómez de Abreu, señor de la quinta de Agra, Barbudo Torre de Xil, de Regalados, Valadares y Pelas, y de Teresa de Montenegro y Sotomayor. Sucedió su hija:
- Antonia de Sotomayor Abreu y Noroña, II vizcondesa de Crecente, señora de la casa y solar de Sotomayor, Fornelos, etc.[6]

Casó con Antonio de Sarmiento Acuña Sotomayor y Toledo, caballero de la Orden de Calatrava.  Sin descendencia, sucedió su hermana:
- Teresa de Sotomayor Abreu y Noroña, III vizcondesa de Crecente, señora de la casa y solar de Sotomayor, Fornelos, etc.[7]

Casó, siendo la primera esposa, con Manuel de los Cobos y Luna, IV marqués de Camarasa, II conde de Ricla, II conde de Castrojeriz, III conde de Villazopeque, etc. Sin descendencia, sucedió su hermana:
- Francisca Luisa de Sotomayor y Abreu (m. 1666), IV vizcondesa de Crecente y señora de la casa solar y castillo de Sotomayor.[8]

Casó, en 1639, con Juan Fernández de Sotomayor y Lima, portugués, I marqués de Tenorio, caballero de la Orden de Alcántara, comendador mayor de la villa de Mora y de Ponte de Lima, teniente general de caballería del ejército en Cataluña, capitán general de Castilla, Extremadura y Galicia y I marqués de los Arcos de Valdevez (1659), título concedido ad personam por el rey Felipe IV de España. Era hijo de Lorenzo de Lima Brito Nogueira, VI vizconde de Vilanova de Cerveira en Portugal, y de Luisa de Távora Alcaçovas. Fueron los padres del primer conde de Crecente.

## Historia de los condes de Crecente
- Baltasar de Sotomayor y Lima (n. 1641), I conde de Crecente.[11]

Murió en vida de su padre sin dejar descendencia.  Sucedió su hermano:
- Gaspar de Sotomayor y Lima, II conde de Crecente.[11][a]

Soltero, falleció en vida de sus padres y le sucedió su hermano:
- Fernando Yáñez Álvarez de Sotomayor y Lima (m. 17 de julio de 1705), III conde de Crecente,[12] I duque de Sotomayor[13] y II marqués de Tenorio.[14]

Casó, en Madrid (San Ginés), el 15 de diciembre de 1677 con Petronila de Chaves y Sotomayor (n. Trujillo), hija de Juan de Chaves y Sotomayor y de Ana de Mendoza. Sucedió su hermana:
- María de Sotomayor y Lima (m. Valladolid, 10 de diciembre de 1726), IV condesa de Crecente,[16] II duquesa de Sotomayor, grande de España[13] y III marquesa de Tenorio.[17]

Casó con Gaspar Ramírez de Arellano y Pantoja, I conde de Peñarrubias. Sin descendencia, a su muerte sucedió su sobrino, hijo  de su hermana Juana de Sotomayor y Lima, nacida en Ceuta, y de su esposo, José Masones de Lima y Manca, natural de Cagliari, II conde de Montalbo de Aragón:
- Félix Fernando Masones de Lima y Sotomayor (Cagliari, 3 de diciembre de 1684-Madrid, 18 de diciembre de 1767),[17] V conde de Crecente,[20] III duque de Sotomayor, grande de España,[13] V conde de Montalbo de Aragón, IV marqués de Tenorio,[20] presidente del Consejo de las Órdenes, consejero de Estado y caballero de la Orden de Santiago.[17]

Casó, el 28 de enero de 1715, con su prima, María Laura Masones y Manca (m. 1741). Le sucedió su única hija en 1767:
- Ana María de Masones de Sotomayor y Lima (Cagliari, 19 de abril de 1718-1789), VI condesa de Crecente,[20] IV duquesa de Sotomayor, grande de España,[13] V marquesa de Tenorio, VI condesa de Montalbo de Aragón.[20] En 1786, por sentencia, perdió el mayorazgo de Sotomayor con su casa solar y castillo que recayó en los cuartos marqueses de Mos.[21]

Casó, el 28 de abril de 1734, con Domingo Manuel Enríquez de Navarra, IV conde de Ablitas y X barón de Ezpeleta. Sin descendientes, sucedió su sobrino, hijo de su hermana María Félix Álvarez de Sotomayor Masones y Lima y de esposo Félix de Margens Nin y Manca, natural de Cerdeña, I conde del Castillo:
- Fernando Ignacio Nin Masones de Lima de Sotomayor, VII conde de Crecente,[20] y II conde del Castillo, conde de Regalados, VI conde de Montalbo de Aragón, III marqués de Isla Roja y III marqués de Monteforcado.[22]

Casó con Laura Zatrillas y Manca Cervellón, IV marquesa de Villaclara, hija de Ignacio Zatrillas Genovés, III marqués de Villaclara en Italia, y de María Caterina Manca. Sucedió su hijo:
- Ignacio Jaime de Margens de Nin y Sotomayor (Cagliari, 18 de mayo de 1772-1798), VIII conde de Crecente,[23][24] VI duque de Sotomayor, grande de España III conde del Castillo y VI marqués de Tenorio.[25] No obtuvo la carta de sucesión en el condado de Montalbo de Aragón, título que quedó vacante hasta su rehabilitación.[20]

Casó con Lucía Luisa de Rojas y Miranda (m. 19 de julio de 1834), VI vizcondesa de Linares, X condesa de las Amayuelas, grande de España, X marquesa de Taracena, etc. Sin descendencia, sucedió su hermana:
- Mariana Nin y Zatrillas y Sotomayor (1778-10 de enero de 1847), IX condesa de Crecente,[26] VI duquesa de Sotomayor[13], VII marquesa de Tenorio,[26] y VIII condesa de Montalbo de Aragón.

Casó en primeras nupcias, el 18 de abril de 1797, con Vicente Javier de Vera y Aragón y Bejarano, IV conde del Sacro Romano Imperio, conde de Requena. Contrajo un segundo matrimonio, el 23 de julio de 1806, con José María Contreras y Oviedo, marqués de Buscayolo en Italia, sin descendencia. Casó en terceras nupcias con Modesto Escosura y Fernández-Pola, sin descendencia
De su primer matrimonio nacieron dos hijas: María Teresa y María Manuela de Vera Aragón Nin Zatrillas. Esta última falleció antes que su madre en 1839 y fue la VI marquesa de Peñafuerte. María Teresa de Vera Aragón y Nin Zatrillas (m. 1855), casada en 1819 con Juan Gualberto del Alcázar y Venero Bustamante, VI marqués del Valle de la Paloma, fue la II duquesa de la Roca, marquesa de Peñafuerte, marquesa de los Arcos, Sofraga y Villaviciosa, etc. Según Acuña y Rubio (2024, pp. 163 y 166), también fue condesa de Crecente, marquesa de Tenorio y de Coquilla. Sin embargo, según Soler Salcedo (2020, pp. 163), «la II duquesa de la Roca renunció a suceder en los títulos de su madre a favor de sus hijos Serapio y Gabriela, y del hijo de esta, su nieto Carlos, así como en el marquesado de Coquilla [...] a favor de su hijo Vicente»
En 1867, sucedió su nieto:
- Serapio del Alcázar y Vera de Aragón (Madrid, 14 de noviembre de 1821-Madrid, 5 de mayo de 1880), X conde de Crecente[29] (sucedió a su abuela por renuncia-cesión de su madre),[30] VI marqués de Peñafuente, conde del Sacro Romano Imperio, teniente coronel de artillería, comendador mayor de la Orden de Alcántara y gentilhombre de cámara con ejercicio.[30]

Casó, en la iglesia de San Ginés en Madrid, el 16 de marzo de 1847, con María del Carmen de Guzmán y Caballero, XI condesa de Villamediana y dama de la Orden de las Damas Nobles de la Reina María Luisa, hija de Diego de Guzmán y de la Cerda, conde de Oñate, grande de España, y María Magdalena Caballero y Terreros. Le sucedió su hijo:
- Gabriel del Alcázar y Guzmán (Madrid, 29 de noviembre de 1858-Madrid, 9 de junio de 1907), XI conde de Crecente.[31]

Casó, en 20 de febrero de 1889, con Josefa Juana Mitjans y Manzanedo, hija de Francisco de Paula Mitjans y Colinó y de Josefa Luisa de Manzanedo e Intentas, II marquesa de Manzanedo. En 1911, sucedió su hija:
- María Josefa del Alcázar y Mitjans (m. Madrid, 12 de julio de 1981), XII condesa de Crecente.[31][33]

Sin descendencia, en 1984, sucedió su sobrino, hijo de su hermana Sonsoles del Alcázar y Mitjans, V condesa del Castillo de Vera, y de su esposo, Felipe Silvela Aboín:
- Felipe Silvela y del Alcázar (Madrid, 12 de junio de 1918-Ávila, 29 de agosto de 1995), XIII conde de Crecente.[31][35]

Casó con María Josefa Álvarez de Estrada y Despujol. Sin descendencia, en 1997, sucedió su hermano:
- Juan Manuel Silvela y del Alcázar, XIV conde de Crecente,[31][36] III marqués de Albis y VII conde del Castillo de Vera.[31]

Sin descendencia, sucedió su sobrino, hijo de su hermana Gabriela Silvela y del Alcázar, VII condesa del Castillo de Vera, y de su esposo, Manuel Silvela y Jiménez Arenas y Bernaldo de Quirós, II marqués de Arenas:
- Manuel Felipe Silvela y Silvela, XV conde de Crecente,[31][37] III marqués de Arenas,[38] VIII conde del Castillo de Vera y IV marqués de Albis.[31]